# آلبرت بوناس
آلبرت بوناس (انگلیسی: Albert Bonass; ۲۹ مهٔ ۱۹۱۱ – ۹ اکتبر ۱۹۴۵) بازیکن فوتبال اهل بریتانیا بود.
از باشگاه‌هایی که در آن بازی کرده‌است می‌توان به باشگاه فوتبال یورک سیتی، باشگاه فوتبال کویینز پارک رنجرز، باشگاه فوتبال دارلینگتون، باشگاه فوتبال هارتل پول یونایتد، باشگاه فوتبال لوتون تاون، باشگاه فوتبال چسترفیلد، و باشگاه فوتبال برنتفورد اشاره کرد.